# NGC 833
NGC 833 је спирална галаксија у сазвежђу Кит која се налази на NGC листи објеката дубоког неба.
Деклинација објекта је - 10° 7' 58" а ректасцензија 2h 9m 20,8s. Привидна величина (магнитуда) објекта NGC 833 износи 12,8 а фотографска магнитуда 13,7. NGC 833 је још познат и под ознакама MCG -2-6-30, ARP 318, HCG 16B, PGC 8225.